# Giovanna Casolla
Giovanna Casolla (Napoli, 15 gennaio 1945) è un soprano italiano.

## Biografia
Si è diplomata in canto e pianoforte presso il Conservatorio San Pietro a Majella e successivamente ha continuato a studiare canto con il maestro Michele Lauro e con il maestro Walter Ferrari. Giovanissima entra a fare parte del Coro del Teatro San Carlo di Napoli. Il suo debutto avviene con la prima mondiale dell'opera Napoli milionaria del Maestro Nino Rota al Festival dei Due Mondi di Spoleto nel 1977 con la regia del grande Eduardo De Filippo.
Il maestro Rota propone alla Casolla la parte della madre.
Questo successo la porta velocemente a debuttare nei prestigiosi teatri italiani. È Tosca di Giacomo Puccini al Teatro Coccia di Novara, al Teatro Verdi di Trieste si presenta nel ruolo di Magda nell'opera La campana sommersa di Respighi, sostenendo successivamente il ruolo di Maria nell'opera Mazepa (in lingua italiana) e il ruolo di Silvana nell'opera La Fiamma.
Successivo è il debutto al Teatro Regio di Torino con il ruolo di Judith nell'opera Il castello di Barbablù di Bartók in lingua italiana e interpretando successivamente Giorgetta nell'opera Il Tabarro.
In questi anni acquista sempre più prestigio grazie a una serie di debutti di successo in opere di repertorio che saranno la spina dorsale della quarantennale carriera della Casolla: Cavalleria Rusticana (Monaco di Baviera, 1980), Manon Lescaut (Emilia-Romagna, 1981), Adriana Lecouvreur (Buenos Aires, 1981), Gioconda (Lucca, 1981), Fanciulla del West (Buenos Aires, 1986) e altre.
Accanto a queste opere di repertorio, ci sono riprese di opere poco conosciute o prime mondiali: Turandot di Busoni al Teatro Filarmonico di Verona, Giulietta e Romeo di Riccardo Zandonai a San Diego, Salvatore Giuliano di Ferrero a Roma, Il Marchese di Rocca Verdina di Milella, Stabat Mater di Rossini, L'Olandese volante (in lingua italiana) fino alla grandiosa ripresa di Cassandra di Gnecchi (Catania, Teatro Massimo Bellini, 2011).
Ma soprattutto è la sua interpretazione nell'opera Tosca al Teatro San Carlo (Napoli) affiancata da Plácido Domingo a destare sensazione; l'evento le dischiude le porte dei maggiori teatri italiani e internazionali.
Nel 1982 debutta alla Scala di Milano con Il tabarro sotto la direzione di Gianandrea Gavazzeni, opera che riprenderà, nel 1987. Nel Teatro milanese interpreterà ancora La fanciulla del West in due produzioni (1991 e 1995), diretta da Giuseppe Sinopoli e da Lorin Maazel, Fedora in due produzione (1993 e 1996) diretta da Gavazzeni e da Gatto e Tosca (2000) diretta da Riccardo Muti.
I maggiori teatri del mondo aprono le porte alla Casolla: Colòn di Buenos Aires, Staatsoper di Vienna, Bayerische Staatsoper di Monaco di Baviera, Metropolitan Opera di New York, Teatro Municipal di Rio de Janeiro, Teatro dell'Opera di Roma, Teatro Comunale di Firenze, Teatro Politeama Greco di Lecce, Teatro Carlo Felice di Genova (dove interpreta il suo unico ruolo wagneriano - Senta nell'Olandese volante - in itialano), New National Theater di Tokyo, Baltimore Opera, Opéra Royal de Wallonie, Finnish National Opera, Megaron Theater di Atene, Teatro Massimo di Palermo e tanti altri.
La carriera della Casolla prosegue con un repertorio lirico-drammatico. Suoi cavalli di battaglia sono Tosca, che interpreta più di 500 volte, Cavalleria Rusticana, Gioconda, Forza del Destino, Ballo in Maschera, Don Carlo, Andrea Chénier.
Nel 1986 debutta all'Arena di Verona come Maddalena di Coigny nell'Andrea Chénier. In seguito la Casolla tornerà per altre 16 stagioni nell'anfiteatro veronese: nel 1988 è protagonista de La Gioconda; nel 1990 è Tosca nell'opera omonima di Puccini; nel 1992 la Principessa d'Eboli del Don Carlo; nel 1993 è Carmen (ruolo ripreso anche nel 1996) e Santuzza nella Cavalleria rusticana (nello stesso ruolo tornerà nelle stagioni del 1995 e del 2006); nel 2000 è Leonora ne La forza del destino; il 2003 vede il suo debutto italiano nei panni della Principessa Turandot, che affronterà anche nelle stagioni successive (2005, 2009, 2010, 2012); infine debutta come Amneris in Aida nel 2009, ruolo che riprenderà in tutte le successive stagioni, fino al 2014.
Nel 1996 è avvenuto il debutto nell'opera Turandot al Grande Théatre di Ginevra. In questo ruolo è stata acclamata quale una delle Turandot di riferimento del secolo, unitamente Birgit Nilson a Gina Cigna e alla Dimitrova.
Con questo ruolo è stata invitata a innumerevoli inaugurazioni di stagione e serate di gala: Festival di Orange (1997), la famosa première cinese nella Città proibita a Pechino nel 1998 diretta da Zubin Mehta per la regia di Zhang Yimou. Nel 1998 porta la sua principessa al Festival Puccini di Torre del Lago e l'anno successivo ha preso parte alla produzione inaugurale del riaperto Teatro del Liceu di Barcellona. Nel 2002 inaugura il San Carlo di Napoli, nel 2003 l'opera di Atene. ecc.
Giovanna Casolla ha cantato innumerevoli recite di Turandot, nelle molteplici versioni di quest'opera: Con i due finali di Alfano, nella versione Pucciniana (morte dopo Liù), nella versione di Luciano Berio e, inoltre, è stata la prima interprete nel nuovo finale del compositore cinese Hao Weiya che ha inaugurato il New National Theater di Pechino nel 2008.
Forte è anche il suo legame con i Festival estivi e soprattutto con l'Arena di Verona, il festival pucciniano di Torre del Lago e le Terme di Caracalla, dove ha cantato in molteplici produzioni nel corso degli anni: Andrea Chénier, Cavalleria Rusticana, Don Carlo, Tabarro, Tosca, Turandot e, dopo il debutto nel ruolo di Amneris, è acclamata da pubblico e critica e richiesta dai maggiori Festival quale guest star.
Molteplici sono i riconoscimenti a questo soprano quali il "Premio Abbiati", prestigioso premio della critica, il premio "Ester Mazzoleni", il premio "Mascagni d'oro", il premio "Marcella Pobbe", il premio "Luigi Illica" per il suo ruolo nell'interpretazione dei personaggi veristi, il premio "Francesco Cilea", il premio "Giacomo Puccini" alla carriera; "Oscar della Lirica" nel 2017.
Nell'agosto del 2024 è insignita a Verona del "Premio Maria Callas" alla carriera, unitamente al "Premio Internazionale Giovanni Zenatello" dedicato alla memoria del grande tenore Veronese e al "Premio Tullio Serafin" consegnatole dalla Giunta di Rottanova di Cavarzere.

## Vocalità e personalità interpretativa
Dotata di una voce calda e brunita, piena e morbida, estesa, sonora e sorretta da un'ottima preparazione tecnica, la Casolla si è imposta come interprete corretta ed essenziale nel repertorio di soprano falcon, ovvero una voce di soprano drammatico in grado di cantare anche ruoli mezzosopranili. La cantante si trova infatti a suo agio anche in personaggi quali Carmen, Eboli e Amneris.

## Repertorio
| Ruolo               | Titolo                       | Autore      |
| ------------------- | ---------------------------- | ----------- |
| Judith              | Il castello di Barbablù      | Bartók      |
| Carmen              | Carmen                       | Bizet       |
| Turandot            | Turandot                     | Busoni      |
| Marija              | Mazepa                       | Čajkovskij  |
| Wally               | La Wally                     | Catalani    |
| Adriana Lecouvreur  | Adriana Lecouvreur           | Cilea       |
| La madre            | Salvatore Giuliano           | Ferrero     |
| Maddalena di Coigny | Andrea Chénier               | Giordano    |
| Fedora              | Fedora                       | Giordano    |
| Clitennestra        | Cassandra                    | Gnecchi     |
| Nedda               | Pagliacci                    | Leoncavallo |
| Santuzza            | Cavalleria rusticana         | Mascagni    |
| Agrippina Solmo     | Il Marchese di Rocca Verdina | Milella     |
| Gioconda            | La Gioconda                  | Ponchielli  |
| Manon Lescaut       | Manon Lescaut                | Puccini     |
| Tosca               | Tosca                        | Puccini     |
| Minnie              | La fanciulla del West        | Puccini     |
| Giorgetta           | Il tabarro                   | Puccini     |
| Turandot            | Turandot                     | Puccini     |
| Magda               | La campana sommersa          | Respighi    |
| Silvana             | La fiamma                    | Respighi    |
| Amalia              | Napoli milionaria            | Rota        |
| Amelia Grimaldi     | Simon Boccanegra             | Verdi       |
| Amelia              | Un ballo in maschera         | Verdi       |
| Leonora di Vargas   | La forza del destino         | Verdi       |
| Principessa d'Eboli | Don Carlo                    | Verdi       |
| Amneris             | Aida                         | Verdi       |
| Senta               | L'olandese volante           | Wagner      |
| Giulietta           | Giulietta e Romeo            | Zandonai    |

## Discografia
- Turandot (Pechino 1998) con Larin, Frittoli, Colombara, MEHTA
- Turandot (Avences 1998) con Bartolini, Ricciarelli, Fontana, SACCANI
- Turandot (Malaga, 2001) con Bartolini, Deguci, Heredia, RAHBARI
- Gioconda (Cremona, 1996) con Encinas, Guelfi, Anselmi, Surjan, CALLEGARI
- Cavalleria Rusticana (Milano, 2015) con Giuliacci, Rizzetti, Cacciatori, Airoldi, CALCAGNILE
- Arias y duos de Opera (Festival di Santander, 21 agosto 2002) - con Ignacio Encinas - Alejandro Zabala al pianoforte

## Videografia
| Anno | Titolo Ruolo | Cast | Direttore Orchestra e Coro                                  | Etichetta         |
| ---- | ------------ | --- | ----------------------------------------------------------- | ----------------- |
| 1990 | Tosca        | Giuseppe Giacomini, Piero Cappuccilli                                                                                         | Daniel Oren Coro e Orchestra dell'Arena di Verona           |                   |
| 1998 | Turandot     | Sergej Larin, Barbara Frittoli, Carlo Colombara                                                                               | Zubin Mehta Orchestra e Coro del Maggio Musicale Fiorentino | Warner Classics   |
| 2003 | Turandot     | Nicola Martinucci, Sandra Pacetti, Simon Yang                                                                                 | Carlo Palleschi                                             | EMI               |
| 2013 | Turandot     | Piero Giuliacci, Aurora Tirotta, Park Taihwan, Park Jeong Min, Pietro Picone, Francesco Pittari, Son Jae Hyung, Kwon Seo Jung | Marco Balderi                                               |                   |
| 2014 | Aida Amneris | Hui He, Fabio Sartori, Ambrogio Maestri                                                                                       | Omer Meir Wellber Orchestra e Coro dell'Arena di Verona     | Bel-Air Classique |

| Controllo di autorità | VIAF (EN) 46403456 · ISNI (EN) 0000 0003 9851 9320 · SBN UFIV149912 · LCCN (EN) no99082310 · GND (DE) 136094767 · J9U (EN, HE) 987007329761105171 |